# Ora Batman/Superman

Batman, Robin și Pinguinul

Ora Batman/Superman (engleză:  The Batman/Superman Hour) este un serial de desene animate produs de Filmation care a avut premiera pe CBS din 1968 până în 1969.  Debutând pe data de 14 septembrie 1968, acest program de 60 de minute înfățișează noile aventuri ale eroilor DC Comics Batman, Robin și Batgirl alături de mici părți din The New Adventures of Superman (Noile Aventurile lui Superman) și The Adventures of Superboy (Aventurile lui Superboy).

## Despre serial
Acest serial a marcat primul desen de Sâmbătă Dimineața al lui Batman, casting-ul său suplimentar și câțiva dintre inamicii lui. La momentul show-ului CBS a decis, că serialul Batman era la apogeu în cadrul companiei americane ABC. Din cauza lipsei de licență din partea producătorilor, Filmation era în stare să protejeze drepturile de autor ale desenului și să difuzeze serialul pentru CBS.
Ora Batman/Superman era aproape de producție la începutul anului 1968, cerând studiourilor Filmation să folosească cât mai mulți animatori de la alte proiecte sperând să dea lovitura cu această producție. Potrivit lui Norm Prescott, șase episoade din alte serii deja au fost vândute lui CBS — fapt ce atrage după sine apariția unui nou personaj din DC Comics, Metamorpho, Omul Element — fusese completat și era gata de difuzare, dar întreaga serie a fost amânat când CBS a ales să grăbească Ora Batman/Superman în programa sa. 
Aceste serii au reprezentat debutul lui Olan Soule și Casey Kasem ca și vocile lui Batman și Robin. Când The New Adventures of Batman (Noile Aventuri ale lui Batman) a fost produs în 1977, Adam West și Burt Ward au înlocuit rolurile pe care le-au jucat în serialul original. Soule și Kasem se întorc de câteva ori să-și joace rolurile în The New Scooby-Doo Movies (Noile Filme cu Scooby-Doo), Super Friends (Super Prietenii), The All-New Super Friends Hour (Noua Oră a Super Pretenilor), Challenge of the Super Friends (Provocarea Super Prietenilor) și The World's Greatest Super Friends (Cei mai Grozavi Super Prieteni din Lume). Kasem va juca rolul lui Robin cu Adam West ca și Batman în The Super Powers Team: Galactic Guardians (Echipa Super Puterilor: Gardienii Galactici).
În 1969, serialul a fost reorganizat în episoade de 30 de minute fără segmentele cu Superman și redenumite Batman with Robin the Boy Wonder (Batman și Robin Băiatul Minune). Batman apare apoi în The New Adventures of Batman (Noile Aventuri ale lui Batman) din 1977. În 1985, Warner Home Video a realizat cinci episoade selectate din serial pe VHS ca parte a colecției video "Super Powers". Aceste video-uri au fost reeditate în 1996 și acum sunt gata de tipărire. În 1996, episoadele au fost incluse în Aventurile lui Superman/Batman în rețeaua USA. Au fost mai târziu difuzate pe Cartoon Network și pe Boomerang.

## Episoade
Jumătatea lui Batman din Ora Batman/Superman constă într-o poveste prezentată în două segmente a câte 6 1/2  minute și o poveste într-un singur segment de 6 1/2 .
Treizeci și patru de povestiri au fost produse:

### Povestiri lungi (2-segmente)
01. My Crime Is Your Crime (Data originală de difuzare 14/9/1968)

02. The Cool, Cruel Mr. Freeze (Data originală de difuzare 21/9/1968)

03. How Many Herring in a Wheelbarrow? (Data originală de difuzare 28/9/1968)

04. The Nine Lives of Batman (Data originală de difuzare 5/10/1968)

05. Bubi, Bubi, Who's Got the Ruby? (Data originală de difuzare 12/10/1968)

06. The Big Birthday Caper (Data originală de difuzare 19/10/1968)

07. Partners in Peril (Data originală de difuzare 26/10/1968)

08. Hizzoner the Joker (Data originală de difuzare 2/11/1968)

09. The Crime Computer (Data originală de difuzare 9/11/1968)

10. A Game of Cat and Mouse (Data originală de difuzare 16/11/1968)

11. Will the Real Robin Please Stand Up? (Data originală de difuzare 23/11/1968)

12. Simon the Pieman (Data originală de difuzare 30/9/1968)

13. From Catwoman with Love (Data originală de difuzare 7/12/1968)

14. A Perfidious Pieman Is Simon (Data originală de difuzare 14/12/1968)

15. The Fiendishly Frigid Fraud (Data originală de difuzare 21/12/1968)

16. The Jigsaw Jeopardy (Data originală de difuzare 28/12/1968)

17. It Takes Two to Make a Team (Data originală de difuzare 4/1/1969)

### Povestiri scurte (1-segment)
18. A Bird Out of Hand (Data originală de difuzare 14/9/1968)

19. The Joke's on Robin (Data originală de difuzare 21/9/1968)

20. In Again, Out Again Penguin (Data originală de difuzare 28/9/1968)

21. Long John Joker (Data originală de difuzare 5/10/1968)

22. 1001 Faces of the Riddler (Data originală de difuzare 12/10/1968)

23. Two Penguins Too Many (Data originală de difuzare 19/10/1968)

24. The Underworld Underground Caper (Data originală de difuzare 26/10/1968)

25. Freeze's Frozen Vikings (Data originală de difuzare 2/11/1968)

26. The Great Scarecrow Scare (Data originală de difuzare 9/11/1968)

27. Beware of Living Dolls (Data originală de difuzare 16/11/1968)

28. He Who Swipes the Ice, Goes to the Cooler (Data originală de difuzare 23/11/1968)

29. A Mad, Mad Tea Party (Data originală de difuzare 30/11/1968)

30. Perilous Playthings (Data originală de difuzare 7/12/1968)

31. Cool, Cruel Christmas Caper (Data originală de difuzare 14/12/1968)

32. Enter the Judge (Data originală de difuzare 21/12/1968)

33. Wrath of the Riddler (Data originală de difuzare 28/12/1968)

34. Opera Buffa (Data originală de difuzare 4/1/1969)

## Cast
- Olan Soule - Batman/Bruce Wayne, Alfred Pennyworth
- Casey Kasem - Robin/Dick Grayson, Chief Miles O'Hara, voce suplimentară
- Jane Webb - Batgirl/Barbara Gordon, Catwoman (Femeia Pisică)
- Larry Storch - The Joker ( Joker(-ul) )
- Ted Knight - Povestitor (segmentele cu Batman și Superboy), Commisarul James Gordon, The Penguin ( Pinguin(-ul) ), Mr. Freeze (D-l Îngheț, The Riddler (Ghicitoarea), Scarecrow (Sperietoarea)
- Bud Collyer - Superman/Clark Kent
- Bob Hastings - Superboy/Tânărul Clark Kent
- Jackson Beck - Lex Luthor, Povestitor (segmentele cu Superman)
- Jack Grimes - Jimmy Olsen
- Joan Alexander - Lois Lane

## Credite de producție
- O Producție de Ducovny Productions Inc. Presentation
- Regizat de Hal Sutherland
- Directori Asociați: Rudy Larriva, Amby Paliwoda, Don Towsley, Lou Zukor
- Director de Artă: Don Christensen
- Povestea: Sherman Labby, Oscar Dufau, Mike O'Connor, Jan Green, Gary Lund
- Aspectul: Dan Noonan, Ray Vinella, Herb Hazelton, C.L. Hartman, Jacques Rupp, Ray Jacobs, Kay Wright, Louise Sandoval, Takashi Masunaga, Mike Ploog, Bill Lignante, Marilee Heyer, Alberto DeMello, Dick Preisen, Frank Gonzales, Mel Keefer, Sylvia Mattinson, Kay Wright
- Director Background: Erv Kaplan
- Artiști Background: Paul Xander, Bill Geach, Martin Forte, Jack Healey, Ted Littlefield, Art Lozzi, Jim Jones, Maurice Harvey, Venetia Epler, Bill McArdle, Lorraine Marue, Ann Guenther, Barbara Smith
- Animație: Bill Hajee, Ralph Somerville, Len Rogers, Murray McClellan, Len Redman, James Brummett, Bob Carr, Russ Von Neida, Bob Bransford, Joan Orbison, Bill Pratt, Marshall Lamore, Robert Bentley, Jack Foster, Norm McCabe, George Grandpre, Judy Drake, Bill Reed, Chic Otterstrom, Les Kaluza, Xenia, Bill Hutten, Otto Feuer, Ken Southworth, Jack Ozark, Reuben Timmins, Ed Friedman, Butch Davis, Virgil Raddatz, Bob Trochim, Virgil Ross, Tom McDonald, Dave Tendlar, Bob Matz, Paul Krukowski, Dick Hall
- Supervizor: Roger Brown
- Camera:  Ray Lee, Ron LaPeer, Gary Milton, Sergio Antonio Alcazar, Roger Sims
- Editor: Joseph Simon
- Negativele: June Gilham
- Efectele de Sunet: Enfeld Mahana Corp.
- Printat de Technicolor
- Coordonator de Producție: Rock Benedict
- Supervizor de Verificare: Marion Turk
- Supervizor Cerneală și Culori: Martha Buckley
- Voci: Bud Collyer (Clark Kent/Superman); Bob Hastings (Superboy); Ted Knight (Narrator/all Batman villains); Joan Alexander (Lois Lane); Casey Kase (Dick Grayson/Robin); Jackson Beck (Lex Luthor); Olan Soule (Bruce Wayne/Batman); Jack Grimes (James "Jimmy" Olsen); Jane Webb (Barbara Gordon/Batgirl; all vilainesses); Cliff Owens
- Muzică de Background : John Gart
- Toate Personajele  Care Apar În The Batman-Superman Hour (Ora Batman-Superman) Sunt © Copyright Characters Appearing In DC Superman-DC Comics. Copyright 1968 de către National Periodical Publications.
- Personajul Batman A Fost Creat De Bob Kane
- Producător Executiv : Allen Ducovny
- Produs de Norm Prescott, Lou Scheimer
- Produs la Filmation Associates în Hollywood în ascociație cu the Ducovny Prod., Inc.

Batman © Copyright - Ducovny Productions, Inc. 1968